# Scratch test

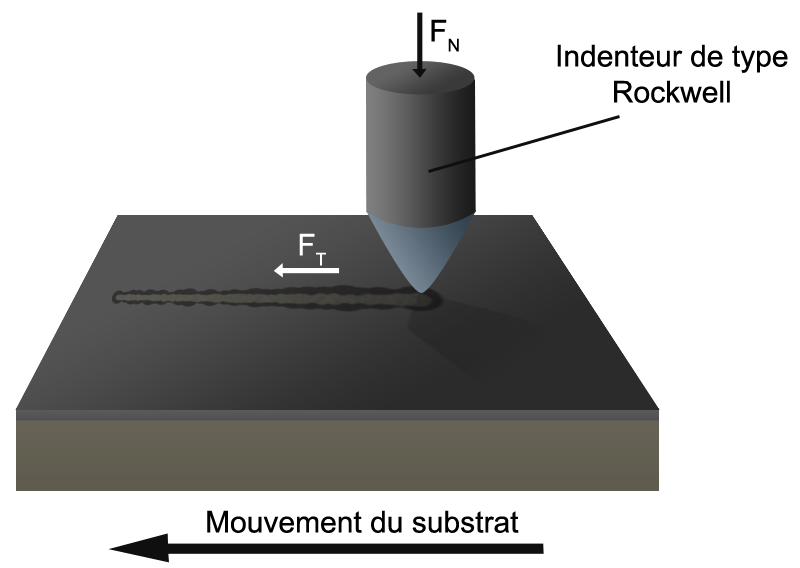
Principe du scratch test

Le scratch test (terme anglais) permet de caractériser de manière qualitative des couches minces et des revêtements. Cette mesure s'effectue en appliquant une force croissante sur un pénétrateur (de type rockwell) se déplaçant horizontalement tout en mesurant la force de friction, la force de pénétration et les vibrations acoustiques émises.